# Diabły z Loudun (opera)
Diabły z Loudun – pierwszy utwór operowy w twórczości Krzysztofa Pendereckiego (prapremiera w reż. Konrada Swinarskiego, Opera w Hamburgu – 20 czerwca 1969). Libretto tego dzieła w trzech aktach napisał w języku niemieckim kompozytor w oparciu o sztukę teatralną Demony Johna Whitinga z 1961 inspirowaną Diabłami z Loudun autorstwa Aldousa Huxleya z roku 1952. Książka Huxleya nawiązywała do autentycznych wydarzeń z początku XVII wieku w Loudun we Francji, gdzie odbył się proces księdza Urbana Grandiera, oskarżonego przez przeoryszę klasztoru urszulanek o opętanie zakonnic i konszachty z diabłem.

## Historia powstania
Krzysztof Penderecki zainteresował się sztuką Johna Whitinga The Devils (1960) dzięki polskiemu reżyserowi teatralnemu, Konradowi Swinarskiemu. Zaś sama adaptacja teatralna Whitinga opierała się na dziele Aldousa Huxleya The Devils of Loudun (1952). W dalszej perspektywie, na podstawie dramatu Huxleya, w 1971 roku zrealizowano film Diabły (tytuł oryg. The Devils) w reżyserii Kena Russella. W głównych rolach wystąpili Vanessa Redgrave i Oliver Reed.
Penderecki wówczas osiągał szczyt swojej muzycznej kariery. Przykładem tego jest triumfalna prapremiera Pasji wg św. Łukasza (1966) w katedrze w Münster oraz zamówienie przez szwajcarskiego kompozytora Rolfa Liebermanna, ówczesnego dyrektora Opery Hamburskiej, inscenizacji Dies irae pamięci ofiar Zagłady (Kraków / Auschwitz 1967).

## Streszczenie
Akcja rozgrywa się we francuskim mieście Loudun w 1634 r.

W pierwszym akcie ma miejsce ekspozycja dramatu. Przeoryszę Joannę dręczą wizje egzekucji Urbana Grandiera, proboszcza lokalnej parafii św. Piotra. Zakochana w równie urodziwym co lekkomyślnym księdzu, Joanna wyobraża go sobie w objęciach młodej wdowy Ninon. Spisek przeciw Grandierowi prowadzą aptekarz Adam i chirurg Mannoury, którzy postanawiają księdza zgubić. Tym bardziej że kapłan nie zamierza opierać się pokusom i korzysta z uroków życia. Joanną zaczynają interesować się przedstawiciele kościoła (m.in. egzorcysta Barré) oraz baron de Lauberdemont, królewski komisarz, poplecznik kardynała Richelieu, któremu Grandier przeciwstawił się, wspierając gubernatora Loudun w obronie fortyfikacji miejskich, które nakazano zburzyć. Zręcznie zmanipulowana Joanna wyznaje, że kusi ją demon Asmodeusz, słuchający rozkazów ojca Grandiera. W drugim akcie przeorysza poddawana jest egzorcyzmom, a pętla spisku wokół księdza stopniowo się zaciska, choć ten zapewnia, że nigdy dotąd Joanny nie widział. Kolejna sesja egzorcyzmów odbywa się publicznie i kończy zbiorową histerią zakonnic oskarżających Grandiera, który zostaje aresztowany. W akcie trzecim ojciec Grandier czeka w celi na tortury i proces. Poddany straszliwym mękom konsekwentnie odmawia podpisania zeznań, nie przyznaje się do winy i upiera się, że nigdy nie był w klasztorze. W końcu zostaje zawleczony na stos i stracony.

Akt I

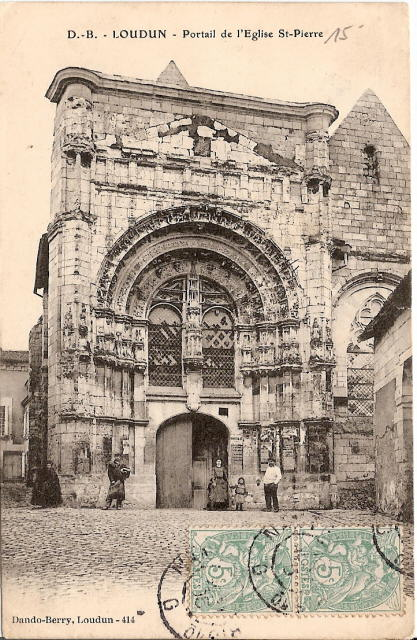
Kościół św. Piotra w Loudun

Historia rozgrywa się w XVII-wiecznym francuskim miasteczku Loudun za panowania króla Ludwika XIII. Przy królu rzeczywistą władzę sprawuje jednak kardynał Armand Jean Richelieu. W pierwszym akcie opery poznajemy matkę Joannę, matkę przełożoną klasztoru urszulanek z Loudun, której chorą wyobraźnię rozpaliło namiętne, wręcz grzeszne uczucie do urodziwego i znanego z libertyńskiego trybu życia księdza Urbana Grandier. Widziała go raz tylko i to z daleka – on nie widział jej nigdy; nie przeszkadza to jej jednak skarżyć się przybyłemu do klasztoru sędziwemu ojcu Mignon, iż nocami nawiedza ją demon przybierający postać właśnie księdza Grandier. Inteligencja, wiedza i światowe maniery duchownego od dawna są solą w oku ciemnych i ograniczonych miejscowych notabli – lekarza Mannoury’ego i aptekarza Adama, którzy radzi byliby oskarżyć go o konszachty ze złymi siłami, jak też o grzeszne związki z urodziwą wdówką Ninon i młodą penitentką Philippe – gdyby tylko znalazły się mocniejsze dowody. Równocześnie ksiądz Grandier naraża się możnym ówczesnego świata, stając odważnie po stronie gubernatora Loudun d’Armagnaca sprzeciwiającego się zburzeniu murów miejskich, nakazanemu przez kardynała Richelieu, który nie chce, aby ufortyfikowane prowincjonalne grody stały się schronieniem dla protestantów i miejscami ich zbrojnego oporu. Z takim właśnie nakazem przybył do miasteczka królewski komisarz, baron de Laubardemont, który zarazem prowadzi sekretne śledztwo w sprawie księdza Grandier. Wieści o wizjach matki Joanny i innych mniszek, do których z niedalekiego Chinon sprowadzono egzorcystę, ojca Barré (ten zaś zmusił jakoby do ujawnienia się demona Asmodeusza, który wyznał, że wstępując w ciała pobożnych zakonnic korzysta z pomocy kapłana imieniem Urban), jak też oskarżenia zawistnego doktora i aptekarza, są mu jak najbardziej na rękę.
Akt II
W kościele św. Piotra odbywa się przejmująca scena egzorcyzmów. Przerywa je sędzia, który szybko orientuje się, iż rzekome wizje i całe opętanie Joanny, to jedynie owoc nienawiści, zrodzonej z nadmiernych pragnień niespełnionej miłości. Teraz oświadcza on, że sam gruntownie zbada sprawę zgodnie z obowiązkami, jakie nakłada na niego pełniony urząd sędziego. Dalszych egzorcyzmów zakazuje też arcybiskup, w oparciu o świadectwo swojego nadwornego lekarza. Mimo to, gdy Joanna wraz z towarzyszkami ponownie odgrywa scenę obłędu i przemawiania „diabelskimi głosami”, de Laubardemont zaleca wznowić egzorcyzmy. Równocześnie gubernator d’Armagnac, którego powiadomiono, że przeciwny pierwotnie burzeniu miejskich murów król uległ woli kardynała Richelieu, ostrzega Grandiera, że musi prędko myśleć o swoim ratunku. Jednakże ksiądz Grandier, któremu niedawno Philippe zwierzyła się, że za jego sprawą jest w poważnym stanie, oświadcza, że jest gotowa przyjąć ciężką próbę, jaka go czeka. Kiedy udaje się do kościoła, zostaje tam aresztowany przez żołnierzy komisarza Laubardemonta.
Akt III

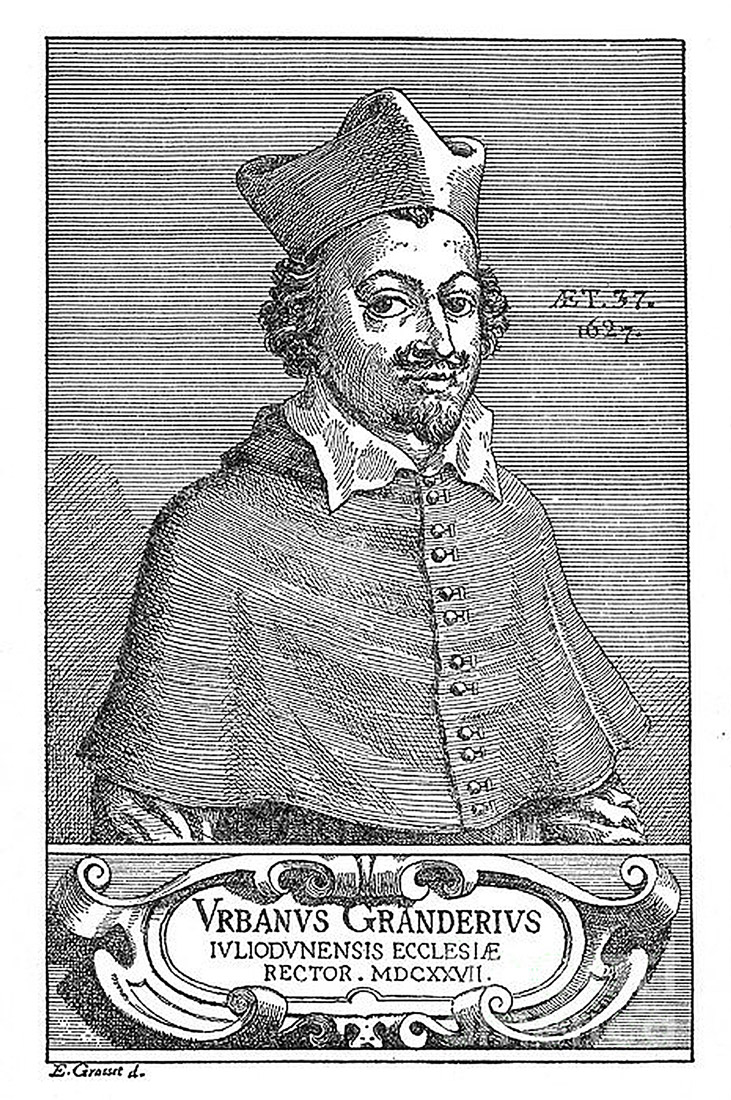
Urbain Grandier

W więziennej celi ksiądz Grandier po modlitwie usiłuje zasnąć, przeszkadza mu jednak gwar tłumu zgromadzonego przed oknami – jak się okazuje – w oczekiwaniu na egzekucję, której ludność Loudun jest pewna, chociaż proces nawet się jeszcze nie rozpoczął. Wiedziony chrześcijańskim współczuciem ojciec Ambroży odwiedza w celi Grandiera, pragnąc go pocieszyć i modlić się z nim razem. Niebawem strażnicy polecają mu odejść, co Grandier doskonale rozumie, ponieważ nieposzlakowana szlachetność i uczciwość czcigodnego zakonnika mogłaby być niebezpieczna dla zamierzeń trybunału. Rozpoczyna się proces, określany mianem „parodii” autentycznego wymiaru sprawiedliwości. W jego wyniku nieszczęsny skazaniec ma być poddany „zwyczajnym oraz nadzwyczajnym” torturom, a następnie spalony na stosie. Jednakże nawet najokrutniejsze tortury nie są w stanie wymusić na nim przyznania się do czegoś, co – jak sam obwieszcza – jest nieprawdziwe. Do niedawna wytworny światowiec o wolnomyślicielskich obyczajach, okazuje on teraz zdumiewający hart ducha i wierność wierze oraz swoim przekonaniom. Ponury pochód kroczy z wolna na plac kaźni. Przed klasztorem św. Urszuli, gdzie jakoby miał dopuszczać się swych występków, ksiądz Grandier raz jeszcze oświadcza, że miejsce to jest mu nieznane, a o przebaczenie może prosić jedynie Boga. Tłum dopomina się od ojca Barré rytualnego „pocałunku pokoju” na czole skazanego księdza Grandiera. Gdy zaś dochodzi do pocałunku, rozlegają się krzyki „Judasz! Judasz!”. Wściekły ojciec Barré sam chwyta z rąk kata pochodnię i podpala stos, w czym pomagają mu Rangier i Mignon. Męczeńska śmierć Grandiera przeradza się wówczas w przedziwną apoteozę, a na proscenium pojawia się zatracona w modlitwie Joanna.

## Osoby
| Rola                                                               | Rodzaj głosu | Obsada podczas premiery w operze w Hamburgu, 20 czerwca 1969 (dyrygent: Henryk Czyż) |
| ------------------------------------------------------------------ | ------------ | ------------------------------------------------------------------------------------ |
| Joanna, przeorysza klasztoru urszulanek                            | sopran       | Tatiana Troyanos                                                                     |
| siostra Klara od św. Jana                                          | mezzosopran  | Cvetka Ahlin                                                                         |
| siostra Luiza                                                      | kontralt     | Ursula Boese                                                                         |
| siostra Gabriela                                                   | sopran       | Helga Thieme                                                                         |
| Philippe Trincaut, młoda dziewczyna                                | sopran       | Ingeborg Krüger                                                                      |
| Ninon, młoda wdowa                                                 | alt          | Elisabeth Steiner                                                                    |
| Urbain Grandier, proboszcz kościoła św. Piotra                     | baryton      | Andrzej Hiolski                                                                      |
| ojciec Barré, wikariusz z Chinon                                   | bas          | Bernard Ładysz                                                                       |
| ojciec Rangier, spowiednik urszulanek                              | bas          | Hans Sotin                                                                           |
| ojciec Mignon                                                      | tenor        | Horst Wilhelm                                                                        |
| ojciec Ambrose                                                     | bas          | Ernst Wiemann                                                                        |
| Jean d’Armagnac, gubernator Loudun oraz Wilhelm de Cerisay, sędzia | role mówione | Joachim Hess                                                                         |
| Adam, aptekarz                                                     | tenor        | Kurt Marschner                                                                       |
| Mannoury, chirurg                                                  | baryton      | Heinz Blankenburg                                                                    |
| baron de Laubardemont, komisarz królewski                          | tenor        | Helmuth Melchert                                                                     |
| książę Henri de Condé                                              | baryton      | William Workman                                                                      |
| Bontemps, dozorca więzienny                                        | bas-baryton  | Carl Schulz                                                                          |
| Asmodeusz                                                          | bas          | Arnold Van Mill                                                                      |
| urszulanki, karmelici, lud, dzieci, strażnicy, żołnierze           |              |                                                                                      |

## Styl kompozycji
Diabły z Loudun to Grand opéra oparta na atonalności, napisana w stylu ekspresjonistycznym, przekazująca uczucia szaleństwa, przedstawiająca postaci w stanach psychotycznych. W rzeczywistości Diabły z Loudun można porównać do monumentalnej ekspresjonistycznej opery Wozzeck, autorstwa Albana Berga. „Elastyczny styl Pendereckiego, podobnie jak Berga, idealnie nadaje się do uchwycenia istoty stanów emocjonalnych” i tym samym rozwija kilka płaszczyzn ekspresywnej charakterystyki.
Diabły z Loudun są pisane w charakterystycznym dla Pendereckiego stylu teksturalnym, który wykorzystuje wiele dźwiękowych technik, w tym grupowe glissanda, mikrotony i wibracje, rozbudowane techniki instrumentalne oraz serię efektów perkusyjnych. Ponadto w Diabłach z Loudun sonoryzm Pendereckiego przenosi się na nieznany wcześniej poziom.
Na dramatyczny styl Diabłów z Loudun miały wpływ również inne gatunki. Podczas gdy użycie refrenu, solisty i fragmentów orkiestrowych jest zgodne z tradycją operową, wpływ gatunków teatralnych jest widoczny w szerokim użyciu oper. W tym celu libretto, podzielone na 32 sceny, może być również uważane za produkt uboczny wpływu teatralnego. Ponadto można dostrzec niektóre elementy opery komicznej w kwartecie męsko-głosowym pod koniec drugiego aktu; podczas gdy odniesienie do zabawy pasyjnej jest oczywiste w przypadku postaci z gatunku Grandier.

## Okoliczności towarzyszące

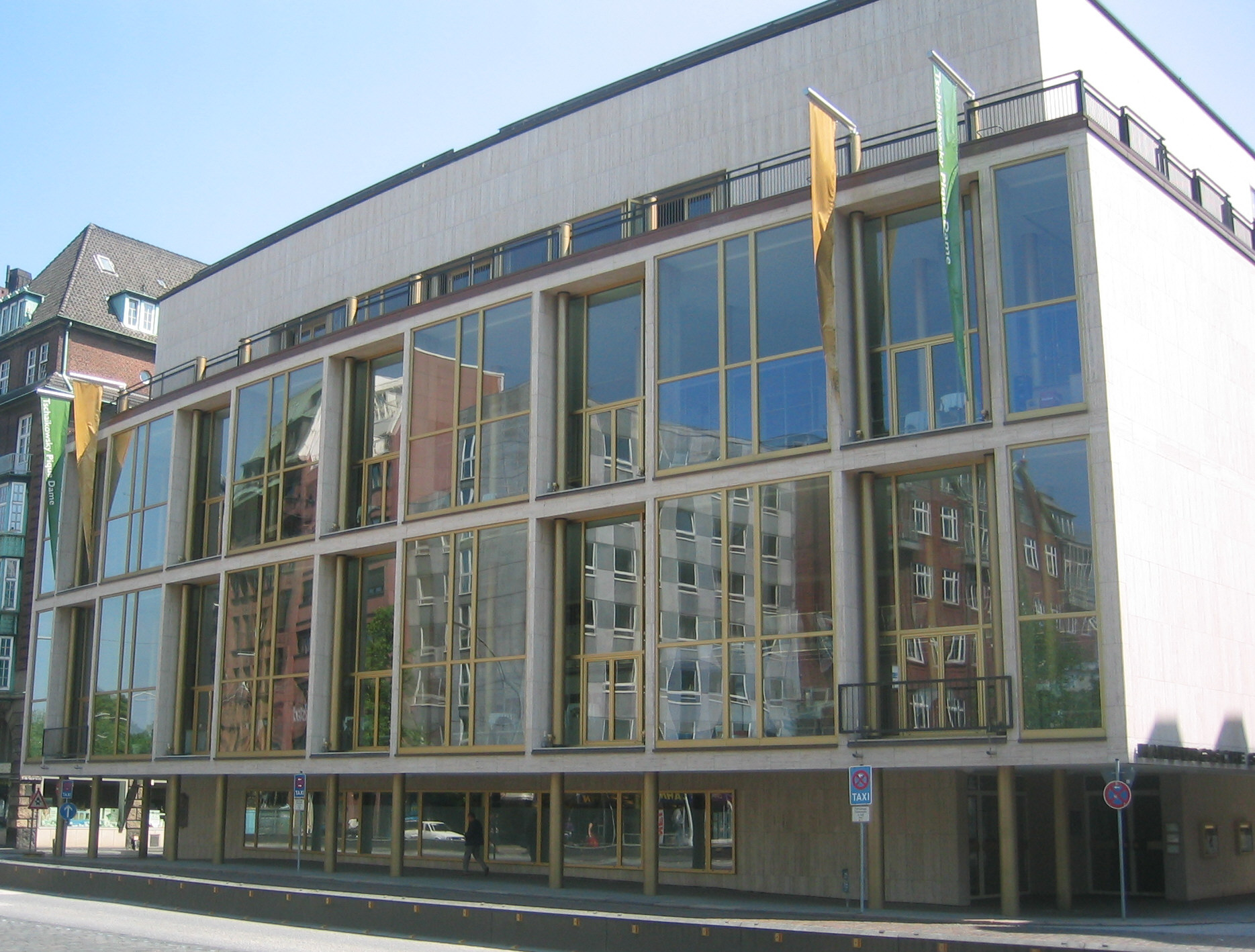
Opera w Hamburgu, gdzie miała miejsce premiera Diabły z Loudun

Warte uwagi są sceniczne losy dzieła Pendereckiego, które w 1969 roku miało zasadnicze dwie premiery – w Hamburgu (w reżyserii Konrada Swinarskiego i pod dyrekcją Henryka Czyża) i Stuttgarcie (w reżyserii Günthera Rennerta i pod dyrekcją węgierskiego dyrygenta Jánosa Kulki). W opinii krytyki, stuttgarckie przedstawienie było zdecydowanie ciekawsze; wersja hamburska spotkała się z bardzo surową oceną. Jeszcze w tym samym roku utwór wszedł na afisz opery w Santa Fé w Nowym Meksyku (USA); polskiej premiery doczekał się dopiero w 1975 roku, gdy dla Teatru Wielkiego w Warszawie przygotował je Kazimierz Dejmek. Kompozytor na tę okazję uzupełnił partyturę o dwie ważne sceny, jedną usunął, kilka połączył w większe całości, wyretuszował instrumentację. W Polsce dzieło wystawiane było jeszcze kilkakrotnie, m.in. w 1998 roku przez Marka Weissa-Grzesińskiego w poznańskim Teatrze Wielkim (polska wersja językowa w przekładzie Ludwika Erhardta) i właśnie to wydarzenie zarejestrowano w prezentowanym nagraniu. Ostatnio, w 2012 roku, kompozytor ponownie dokonał gruntownej rewizji Diabłów. Powstała nowa partytura dzieła, napisana na mniejszy skład orkiestrowy. Niektóre sceny zostały rozszerzone i poprzedzone rodzajem wstępów, zaszły znaczące zmiany instrumentacyjne, jedynie partie solowe pozostały bez zmian. Kopenhaska premiera opery w nowej odsłonie (12 lutego 2013 roku) okazała się triumfem muzyki Pendereckiego, która – jak relacjonował Tomasz Cyz dla „Gazety Wyborczej” – stała się „najważniejszym bohaterem” inscenizacji Keitha Warnera. Wreszcie, 2 października 2013 roku, druga wersja Diabłów przedstawiona została polskiej publiczności na scenie Teatru Wielkiego – Opery Narodowej w Warszawie.